# Д’Асторга, Эмануэле
Эмануэле Джоаккино Чезаре Ринко́н, барон д’Асто́рга (итал. Emanuele Gioacchino Cesare Rincon, barone d’Astorga; 1680—1757) — итальянский композитор эпохи барокко конца XVII — начала XVIII века; потомок древней неаполитанской фамилии графов и князей Капече (итал. Capece), приверженцев Австрии, состоявших в родстве со многими дворянскими родами Богемии.

## Биография
Эмануэле д’Асторга родился 20 марта 1680 года в городе Аугуста на острове Сицилия, в семье полковника Джироламо Капече, который был одним из предводителей восстания против испанского короля Филиппа V, за что и был казнён 3 октября 1701 года на глазах своего сына Эмануэле.
Молодой Капече был заключен в испанский монастырь Асторга в провинции Леон. С тех пор он принял имя этого монастыря вместо прежнего имени Капече. Вскоре его выдающийся музыкальный талант, который в Неаполе развивался под руководством братьев Франческо и Алессандро Скарлатти, обратил на него всеобщее внимание.
Он оставался в этом монастыре до тех пор, пока в Испанию прибыл в качестве претендента на испанский престол эрцгерцог Карл. в 1703 году он поступил на службу к герцогу Пармскому. По неуточнённым данным, герцог, подозревая связь между своей племянницей Элизабет Фарнезе и Асторга, уволил музыканта. В Барселоне появилась в 1709 году его опера «Дафна». 1711 год застал его в австрийской столице — Вене, и по всей видимости, Испанию он оставил в 1711 году вместе с Карлом VI, который по смерти Иосифа I наследовал престол Священной Римской империи.
Эмануэле д’Асторга скончался 21 августа 1757 года в Мадриде.

В конце XIX — начале XX века на страницах Энциклопедического словаря Брокгауза и Ефрона была дана следующая оценка его творчеству: 
«Из его музыкальных произведений особенной славой пользовалась „Stabat mater“ (В-dur). В этом творении усматривали отражение тех душевных мук, которые он должен был перенести, вынужденный присутствовать вместе с матерью своей при обезглавлении отца; прибавляют ещё, что на месте казни мать его умерла от родов, но эти рассказы ничем не удостоверены. А. принадлежит ещё много церковных пьес подобного же рода, месса G-moll и т. п., но особенно ценились современниками его итальянские соло-кантаты, в которых он является истинным учеником Скарлатти. Значительная часть их сохранилась доныне».

## 
- Эта статья (раздел) содержит текст, взятый (переведённый) из одиннадцатого издания «Британской энциклопедии», перешедшего в общественное достояние.